# Marcella Di Folco

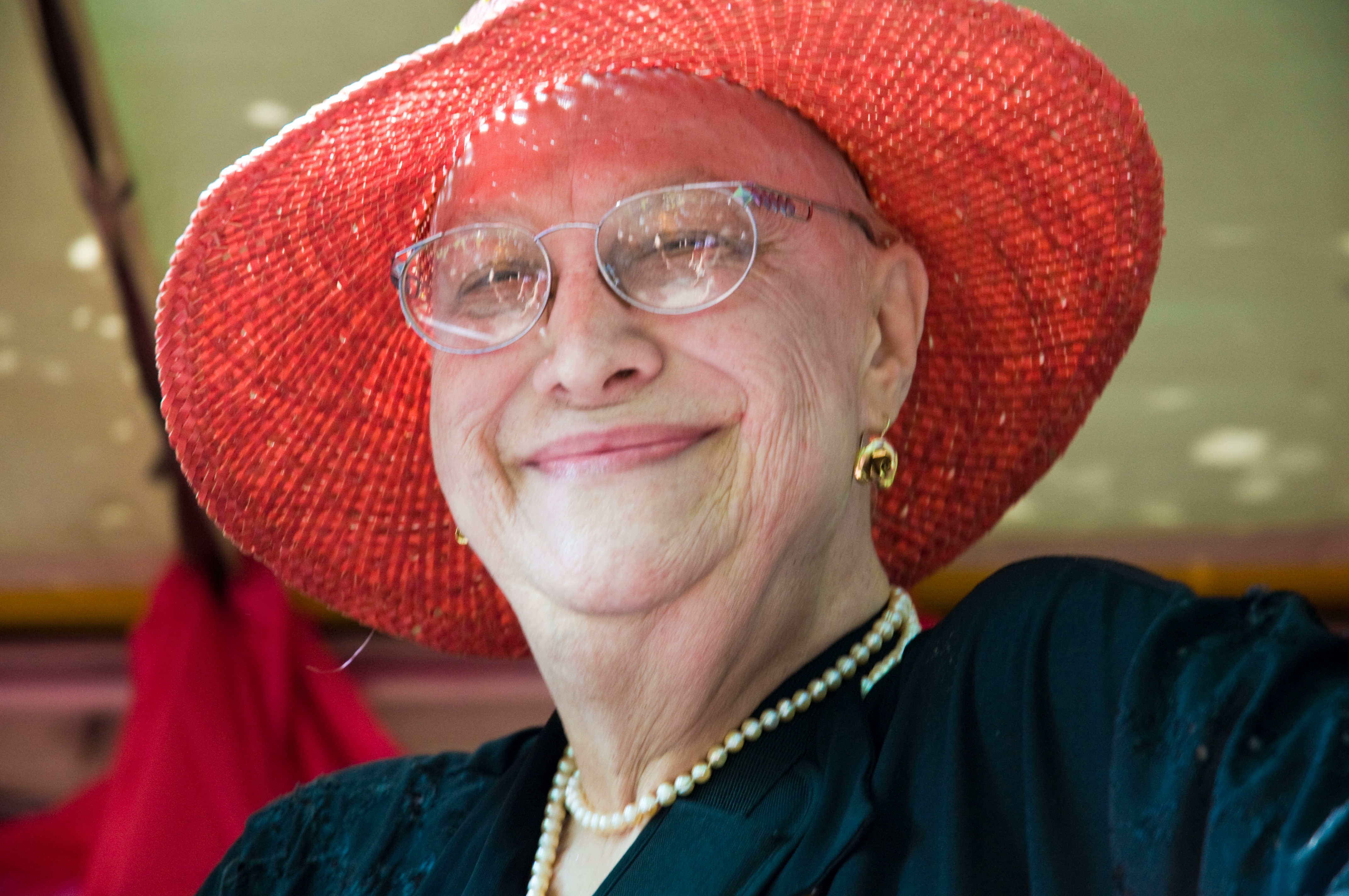
Di Folco im Juni 2008 bei der Bologna Pride

Marcella Di Folco (* 7. März 1943; † 7. September 2010) war eine italienische LGBT-Rechtsaktivistin, Schauspielerin und Politikerin. In ihren Filmauftritten, die sie vor ihrer Geschlechtsangleichung in männlichen Rollen spielte, wird sie als Marcello Di Falco bezeichnet.
1980 unterzog sich Di Folco in Casablanca einer Geschlechtsumwandlung und schloss sich der gerade gegründeten Movimento Italiano Transessuali (MIT) an. 1986 zog sie nach Bologna, da dort die Zentrale der MIT war. 1990 wurde Di Folco in den Stadtrat Bolognas gewählt. Marcella Di Folco war mit dieser Wahl für die Federazione dei Verdi die weltweit erste offen transsexuelle Person, die in ein öffentliches Amt gewählt wurde. Sie amtierte nochmals von 1995 bis 1999 als Stadträtin. Sie gilt als eine der führenden Persönlichkeiten der italienischen Trans-Bewegung.
In Bologna wurde posthum, zehn Jahre nach ihrem Tod, eine Straße nach ihr benannt.

## Dokumentation
- „Una nobile rivoluzione“, Dokumentarfilm über das Leben von Marcella Di Folco.[4]

## Filmografie (Auswahl)
- 1969: Fellinis Satyricon
- 1971: Abend ohne Alibi (In the Name of the Italian People)
- 1972: Decamerone – Abenteuer der Wollust
- 1972: Fellinis Roma
- 1972: Anche se volessi lavorare, che faccio?
- 1972: Il terrore con gli occhi storti
- 1972: Vier fröhliche Rabauken (Sotto a chi tocca)
- 1972: The Lusty Wives of Canterbury (I racconti di Canterbury N. 2)
- 1972–1973: L’età di Cosimo de Medici (Miniserie: 3 Folgen)
- 1973: Decamerone – Abenteuer der Wollust (Storie scellerate)
- 1973: Amarcord
- 1974: Descartes (Cartesius)
- 1974: Shoot First, Die Later (Il poliziotto è marcio)
- 1974: While There’s War There’s Hope (Finché c’è guerra c’è speranza)
- 1975: Di che segno sei?
- 1975: Blutiges Märchen (Mondo Candido)
- 1975: Quant’è bella la Bernarda, tutta nera, tutta calda
- 1976: Vinella e Don Pezzotta
- 1976: Tutti possono arricchire tranne i poveri
- 1976: Todo modo
- 1977: Die bleiernen Jahre (Un borghese piccolo piccolo)
- 1979: Ein Superbulle gegen Amerika (Squadra antigangsters)
- 1979: Caligula – Aufstieg und Fall eines Tyrannen (Caligola)
- 1979–1980: Joséphine ou la comédie des ambitions (Miniserie: 2 Folgen)
- 1980: Fellinis Stadt der Frauen (La città delle donne)
- 1981: Il ficcanaso
- 1981: Carabinieri… ab in die Polizeischule (I carabbinieri)